# روبرت ديفيز (لاعب كرة قدم بريطاني)
روبرت ديفيز (بالإنجليزية: Robert Davies)‏ (1869 في المملكة المتحدة - 1930) هو لاعب كرة قدم بريطاني (وحمل سابقاً جنسية المملكة المتحدة لبريطانيا العظمى وأيرلندا) في مركز الهجوم. شارك مع منتخب ويلز لكرة القدم. أما مع النوادي، فقد لعب مع نادي ريكسهام ونادي تشستر سيتي.

## وصلات خارجية
- روبرت ديفيز على موقع قاعدة بيانات كرة القدم.إي يو (الإنجليزية)